# Michael Greenburg
Michael Greenburg (ur. 29 kwietnia 1951 w San Antonio) – amerykański scenarzysta, producent filmowy i asystent reżysera. Do jego najbardziej znanych produkcji należy serial ABC MacGyver (1986–1991) z Richardem Deanem Andersonem, a także film Allan Quatermain i zaginione miasto złota (1986) z Richardem Chamberlainem w roli tytułowej. Jako producent serialu Gwiezdne wrota (1997-2005) w roku 2000 był nominowany do nagrody Gemini, a za Gwiezdne wrota: Atlantyda (2004) zdobył w 2005 roku nominację do Leo Award.
Urodził się w San Antonio w Teksasie, a dorastał razem z bratem Rossem w Scarsdale w Nowym Jorku. Studiował na wydziale filmowym na Uniwersytecie Południowej Kalifornii.
18 sierpnia 1984 poślubił aktorkę Sharon Stone. Jednak po niespełna trzech latach małżeństwa 20 czerwca 1987 doszło do rozwodu. W 2000 roku ożenił się z Nikki Smook,  mają dwójkę dzieci.

## Filmografia
- 1980: Walka o złoto (The Golden Moment: An Olympic Love Story, TV)
- 1983: Dixie: Nowe doświadczenie (Dixie: Changing Habits, TV)
- 1984: Gra o wszystko w Las Vegas (The Vegas Strip War)
- 1986: Allan Quatermain i zaginione miasto złota (Allan Quatermain and the Lost City of Gold)
- 1986–1991: MacGyver (serial TV)
- 1992: In the Eyes of a Stranger (TV)
- 1994: MacGyver i skarb zaginionej Atlantydy (MacGyver: Lost Treasure of Atlantis, TV)
- 1994: MacGyver: ku zagładzie świata (McGyver: Trail to Doomsday, TV)
- 1995: Legend (serial TV)
- 1997: Polowanie na strażaków (Firehouse, TV)
- 1997–2005: Gwiezdne wrota (Stargate SG-1, serial TV)
- 2004: Gwiezdne wrota: Atlantyda (Stargate Atlantis)